# انتونیو سامبرونو
انتونیو سامبرونو (انگلیسی: Antonio Sambruno؛ زادهٔ ۱۵ ژوئیهٔ ۱۹۷۸) بازیکن فوتبال اهل اسپانیا است.
از باشگاه‌هایی که در آن بازی کرده‌است می‌توان به باشگاه فوتبال کادیس و باشگاه فوتبال لگانس اشاره کرد.